# Gnathobracon
Gnathobracon är ett släkte av steklar. Gnathobracon ingår i familjen bracksteklar.
Kladogram enligt Catalogue of Life:
| Gnathobracon | \| \| Gnathobracon babirussa \| \| \| \| \| \| Gnathobracon tremblayi \| \| \| \| |
|              | \| \| Gnathobracon babirussa \| \| \| \| \| \| Gnathobracon tremblayi \| \| \| \| |
|              | Gnathobracon babirussa                                                            |
|              |                                                                                   |
|              | Gnathobracon tremblayi                                                            |
|              |                                                                                   |